# クリスタル・ハリス
クリスタル・ハリス(Crystal Harris、1986年4月29日 - )は、米国のモデル、テレビ司会者。2009年12月の「今月のプレイメイト」。ヒュー・ヘフナーの3人目にして最後の妻としても知られる。この婚姻は2012年12月31日に始まり、2017年9月27日、ヒューの死去により終わった。

## 経歴
部分的にイタリアのルーツを持つ。母方はアブルッツォ州に由来する。1986年4月29日、イングランドに生まれる。
7歳のときアリゾナ州サンディエゴに移る。
シンガーソングライターだった亡父 Ray Harrisの関係で芸能界に関りを持つようになる。
サンディエゴ州立大学で心理学を学ぶ。
2008年10月、Playboy.comの「今週の女子大生」として登場（Crystal Carter名義）。
2009年、The Girls Next Doorの第6シーズンに出演。
2010年4月、ユニバーサル ミュージック グループの一部門・Organica Music Groupとレコーディング契約を締結した。レコードプロデューサーはMichael Blakey。またこの年の７月のプレイメイトシャナ・マリー・マクラフリンの合格をシャナに伝える、感動して泣くシャナをハリスは抱きしめた、その模様は「PLAYBOY SHOOTOUT episode 101」でみられる
2011年-9月20日に日本テレビのさんま&岡村のプレミアムトークショー 笑う!大宇宙スペシャル!!に出演、明石家さんまや岡村隆史と共演する。
2012年、オーストラリアのデザイナーでVeve Glamor SwimwearのオーナーであるVanessa Bryceと、水着のシリーズを共同デザインした。
2014年、「くつろげるアスレジャーとラウンジウェア」のシリーズをRhonda Shearと共同デザインし、彼女のサイトで販売した。

## 私生活
2009年1月、60歳年上のヒュー・ヘフナーと交際を始める。ヒューのnumber one girlfriend・ホリー・マディソンの後釜である。
2010年12月24日、ヒューと婚約。結婚すれば3人目の妻である。
2011年6月14日、ハリスは「心変わり」により婚約を破棄。結婚式の5日前のことだった。このとき、「America's Princess, Introducing Mrs. Crystal Hefner.」と書かれたプレイボーイ7月号は小売店の棚に届いていた。
その後仲直りした二人は、2012年12月31日、カリフォルニア州ビバリーヒルズのヒューの邸宅（通称・プレイボーイマンション）で挙式。2017年9月27日、ヒューの死去まで夫婦として暮らした。

### その他
2016年、彼女の体調不良はライム病および有毒カビによるものと一旦は診断されたが、乳房のインプラントが原因と判明し、それを取り除いた後症状の一部は改善している。